# Dorohynka (obwód kijowski)
Dorohynka (ukr. Дорогинка) – wieś na Ukrainie, w obwodzie kijowskim, w rejonie fastowskim, w hromadzie Tomaszówka. W 2001 liczyła 803 mieszkańców.

## Urodzeni
- Hryhorij Pedczenko – ukraiński wojskowy.